# Heraclitus (cratère)
Heraclitus est un cratère d'impact sur la face visible de la Lune. Il se trouve à l'ouest du cratère Cuvier au sud du cratère Brieslak et juste au sud du cratère Licetus (en). Le cratère est fortement usé et le contour du cratère est fortement érodé. Le cratère Heraclitus est une formation complexe composée de trois sections séparées par une triple crêtes intérieures. Parmi les trois sections, la plus érodée et irrégulière est à l'extrémité orientale où le bord extérieur forme une crête basse qui rejoint le rebord du cratère Cuvier. 
Le nom de Heraclitus fut officiellement adopté par l'Union astronomique internationale (UAI) en 1935 en l'honneur du philosophe grec Héraclite. 

## Cratères satellites
Les cratères dits satellites sont de petits cratères situés à proximité du cratère principal, ils sont nommés du même nom mais accompagné d'une lettre majuscule complémentaire (même si la formation de ces cratères est indépendante de la formation du cratère principal). Par convention ces caractéristiques sont indiquées sur les cartes lunaires en plaçant la lettre sur le point le plus proche du cratère principal. Liste des cratères satellites de Heraclitus.
| Heraclitus | Latitude | Longitude | Diamètre |
| ---------- | -------- | --------- | -------- |
| A          | 49.3° S  | 4.7° E    | 6 km     |
| C          | 48.8° S  | 6.3° E    | 7 km     |
| D          | 50.4° S  | 5.2° E    | 52 km    |
| E          | 49.7° S  | 6.7° E    | 7 km     |
| K          | 49.5° S  | 3.5° E    | 17 km    |